# فصلنامه چیدمان
چیدمان فصلنامه‌ای خبری، آموزشی، اطلاع‌رسانی، تحلیلی و پژوهشی در حوزه عکس و گرافیک به صاحب امتیازی و مدیر مسئولی حمیدرضا صالحیه یزدی و سردبیری  علی اکبر شریفی مهرجردی است که از بهار ۱۳۹۲ در گستره کشوری منتشر می‌شود. این فصلنامه در بانک اطلاعات نشریات کشور (مگ ایران) و پژوهشگاه علوم انسانی و مطالعات فرهنگی نمایه می‌شود.

## تحریریه
بهرام احمدی  مهدی کشاورز افشار،  محمد علی بیدختی،  بهنام جلالی جعفری،  سید حسن سلطانی،  فرزانه فرخ‌فر،  آرمان یعقوب پور و  علی اکبر شریفی مهرجردی اعضای تحریریه چیدمان را تشکیل می‌دهند.

## خط مشی
هدف اصلی فصلنامه چیدمان توسعه و حمایت از هنرهای تجسمی و ارتقای جایگاه آن است. این فصلنامه می‌کوشد با ارائه مقالات تخصصی ایجاد فضای گفت و گو، تبادل نظر درحیطه هنرهای تجسمی، در جهت گسترش و توسعه درک و دریافت هنری جامعه قدم بردارد. گزارش نمایشگاه‌ها، همایش‌ها و رویدادهای هنری، مصاحبه، گزارش‌های شهری مرور رویدادهای جهانی در کنار مقالات تحلیلی از جمله مطالب این فصلنامه تخصصی می‌باشد. مخاطبان فصلنامه چیدمان را دامنه وسیعی از افراد اعم از هنرمندان، چه حرفه‌ای و چه آماتور؛ محققان هنر، علاقمند به هنر گرافیک و عکاسی، دانشجویان هنر، دانشگاه‌های هنر و هنر دوستان را در بر می‌گیرد.

## دربارهٔ فصلنامه
- صاحب امتیاز و مدیر مسؤول: حمیدرضا صالحیه یزدی
- سردبیر:  علی اکبر شریفی مهرجردی
- مدیر هنری: حمیدرضا صالحیه یزدی
- دبیر اجرایی: نیلوفر صالحی ابرقویی
- بخش مصاحبه و گفتگوها: محبوبه آذرزاده، نیلوفر صالحی ابرقویی
- روابط عمومی: محبوبه آذرزاده
- طرح لوگو و گرافیک: نجمه فتوحی فیروزآبادی
- صفحه آرایی: نجمه فتوحی فیروزآبادی، زهرا حسین‌زاده یزدی
- طراح وب سایت: نجمه فتوحی فیروزآبادی
- عکاس: ستار وزیری، مرتضی صالحیه یزدی
- ویراستاران: محبوبه آذرزاده، نیلوفر صالحی ابرقویی